# 施洗約翰
施洗者約翰或譯洗者若翰（阿拉伯语：或），是基督教中的重要人物。伊斯兰教同样尊施洗约翰为先知，称他为叶哈雅（阿拉伯语：يحيى بن زكريا）。在曼達安教中，他被稱為 Yuhana Maṣbana（古典曼達語：ࡉࡅࡄࡀࡍࡀ ࡌࡀࡑࡁࡀࡍࡀ，意為「施洗者約翰」），又稱 Yuhana bar Zakria（約翰，撒迦利亞之子），被奉為最偉大的先知、光明與真理的使者，擁有治癒能力和完整靈知，其角色在宗教文本中備受推崇。
据基督教的说法，施洗者約翰在约旦河中为人施洗礼、勸人悔改，後來他因公开抨击当时的加利利及比利亞的分封王希律·安提帕斯被捕入狱并遭到处决。

## 历史书籍中关于他的描述
公元一世紀的犹太历史学家弗拉维奥·约瑟夫斯在《犹太古史》中对施洗者约翰的描述如下：

公正的说，由于希律·安提帕斯对一个被称为施洗者的名叫约翰的人的所作所为，现在一些犹太人认为神会惩罚他。

## 基督教中关于他的描述

### 出生

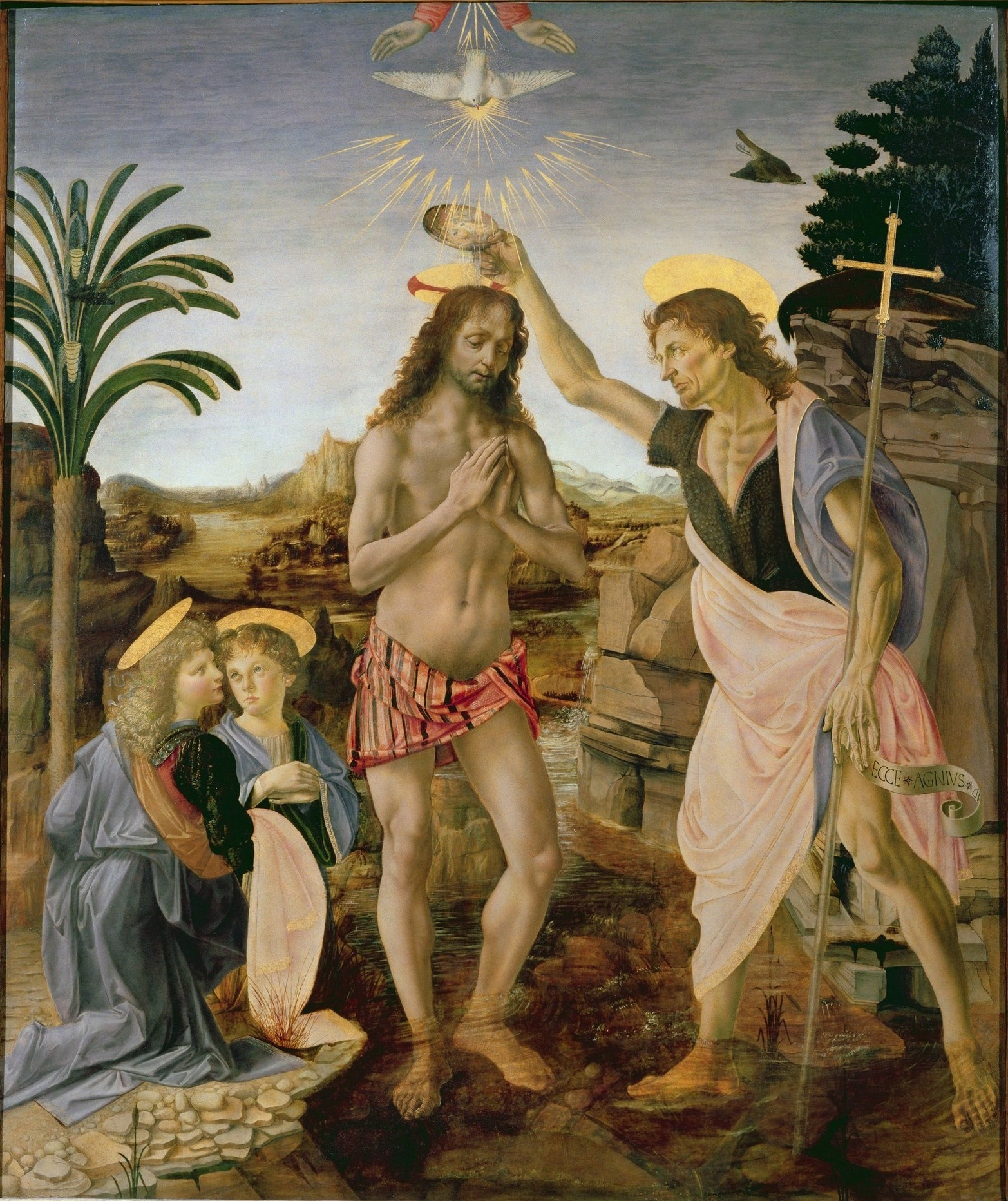
委罗兹奥作品，施洗者约翰為耶稣基督進行施洗。其中最左侧天使为当时是学徒的達文西手笔

根据《圣经》的描述，施洗者約翰的父亲是一位祭司，名叫撒迦利亚，母亲也是祭司亞倫的后裔，名叫以利沙伯，以利沙伯不能生育，在当时是种羞恥，但撒迦利亞并不因此而厭棄她，他为她祷告，他们两人一同承受重擔。一次，撒迦利亚當職，进聖殿去燒香，神的天使加百列向他显现，叙述神垂听他的祷告，并预言他的妻子要生一个儿子，就是要使父親們（複數）的心轉向兒女，兒女的心轉向父親們（複數）的那位。但撒迦利亚因信心小，因此天使加百列使他暫時成为啞巴，以印證神的话必定成就。不久之后照着神应许的能力，以利沙伯懷孕了，日期满足就生下一子，由撒迦利亚给他取名为約翰，这时撒迦利亞的口就开了，并被聖靈充滿，说出神的恩典和这孩子未来的工作。

### 成年时期
根据基督教的宗教典籍《圣经》的描述，施洗者約翰长大后在曠野工作。他身穿的駱駝毛的衣服，吃的是蝗蟲野蜜，过着最简单的生活，表现不为名位、势利之淡泊心志。傳悔改的洗禮。（沒有犯過罪的上帝耶穌乃是受普通的水洗）
施洗者约翰在传教的过程中勇敢指出人的错误：有很多人听了施洗者約翰的道后接受其洗禮，他在传教的过程中并不是以甜言蜜语来籠絡这些人，而是嚴肅地指出他们的罪。当时的管治加利利的分封王希律·安提帕斯做了一件不合理的事，他和第一任妻子帕薩莉絲離婚，娶了他的兄弟希律二世的妻子希羅底為第二任妻子，施洗者約翰不畏王权与自身的安危，勇敢指出安提帕斯的罪，因此他被下令逮捕，但又顾忌他的威望，一直不敢杀他。后来有一次希羅底的女兒莎乐美（莎樂美已是希律安提帕斯的繼女，因為莎樂美為安提帕斯的兄弟希律二世和希羅底所生，但安提帕斯棄了他的原配帕薩莉絲，娶了希羅底為妻，莎樂美因此成為繼女）为他跳舞，安提帕斯高兴地答应赏赐她，向神发誓可以赏赐她任何物品，在她母亲希羅底的怂恿下，莎乐美要施洗者約翰的头，於是藉機派人杀死施洗者约翰，将头放到盘子中交给莎乐美。

## 伊斯兰教中的施洗约翰
伊斯兰教中将施洗约翰称为“叶哈雅”，尊他为伊斯兰教中的先知之一。他预示了耶稣的到来。

## 曼達安教中的施洗约翰
施洗約翰，或稱 Yuhana Maṣbana (Classical Mandaic：，直译：「施洗者約翰」 Iuhana Maṣbana)，被視為曼達安教最偉大的先知，曼達安人也稱他為 Yuhana bar Zakria（約翰，撒迦利亞之子）。 他在其宗教文本中，如Ginza Rabba和約翰書，扮演重要角色。 曼達安人相信他們直接源自施洗約翰的原始門徒，但他們認為施洗約翰只是其中一名先知，其信仰可以追溯至首位先知亞當。:3 根據曼達安教，施洗約翰是一位偉大的教師，一位納索拉派成員，也是信仰的革新者。:24 施洗約翰是光明（nhura）和真理（kushta）的使者，擁有治癒能力和完整的靈知（manda）。:48 曼達安文本清楚表明，早期曼達安人極其忠於施洗約翰，並視他為曼達安和以色列傳統的先知和改革者。:108 學者如Rudolf Macúch、E. S. Drower、Jorunn J. Buckley和Şinasi Gündüz認為，曼達安人很可能與施洗約翰的原始門徒有歷史聯繫。 曼達安人相信施洗約翰已婚，其妻名為 Anhar，且有子女。
以利沙伯（Enišbai）在約翰書的第18、21和32章中被提及為施洗約翰的母親。

## 埋葬
羅馬帝國把基督教定為國教後，施洗約翰結束在地上以祭司職分預表的工作（撒迦利亞與伊莉莎白皆為祭司亞倫後裔）之後，傳聞肉身的埋葬地被建造了聖約翰大教堂。敘利亞在7世紀被阿拉伯人征服後，此教堂仍歸基督教徒做禮拜用。在705年，倭馬亞王朝的哈里發瓦利德一世接收了這座教堂，將其改為倭馬亞清真寺。